# Fiat 8 HP
La 8 HP è un'autovettura costruita dalla FIAT nel 1901. È stato l'ultimo modello progettato da Aristide Faccioli.

## Caratteristiche tecniche
La vettura aveva un motore da due cilindri in linea da 1082 cm³ con due valvole per cilindro. Questo propulsore erogava una potenza di 10 bhp e faceva raggiungere alla vettura i 45 km/h di velocità massima. Il cambio di tipo train baladeur, manuale a tre rapporti, con trazione al posteriore.
Su questo modello fece la sua comparsa il volante, in sostituzione del manubrio adottato su quelli precedenti. A seconda del tipo di carrozzeria scelto (che spaziavano fra: phaeton, duc-de-dame, dog-cart e la charrette anglais) veniva inoltre proposto persino un ampio parabrezza in cristallo, montato sopra al riparo anteriore.
Sul finire della produzione, nel 1901, ne fu sviluppata una versione leggermente potenziata, che prese quindi la denominazione di 10 Hp.
| Motore                   | Motore |
| ------------------------ | --- |
| Tipo                     | 8 Hp |
| Posizione                | anteriore longitudinale                                                                                      |
| Ciclo                    | 4 tempi a benzina                                                                                            |
| Cilindri                 | 2 in linea                                                                                                   |
| Valvole per cilindro     | 2 |
| Alesaggio e corsa        | 83 x 100 mm                                                                                                  |
| Cilindrata totale        | 1.082 cc |
| Rapporto di compressione | 4,5:1 |
| Potenza massima          | 10 CV a 1100 giri/min                                                                                        |
| Distribuzione            | a valvole di aspirazione in testa automatiche e di scarico laterali comandate da un asse a camme a basamento |
| Alimentazione            | per gravità                                                                                                  |
| Carburatore              | Fiat a livello costante                                                                                      |
| Lubrificazione           | a perdere |
| Accensione               | a disgiuntore, con bobina e batteria                                                                         |
| Raffreddamento           | a circolazione d'acqua con pompa centrifuga                                                                  |

| Trasmissione  | Trasmissione                                |
| ------------- | ------------------------------------------- |
| Trazione      | sulle ruote posteriori                      |
| Frizione      | a cono di cuoio                             |
| Cambio        | a 3 marce + RM                              |
| Differenziale | a coppia conica; rinvio secondario a catene |

| Corpo vettura | Corpo vettura |
| ------------- | --- |
| Carrozzeria   | duc-de-dame, in legno; due posti anteriori e due eventuali posteriori esterni; copertura in tela impermeabile                      |
| Telaio        | a travi in legno con rinforzi in acciaio                                                                                           |
| Sospensioni   | anteriori a ponte rigido, con doppie molle a balestra semiellittica; posteriori a ponte rigido, con molle a balestra semiellittica |
| Freni         | a mano meccanici a nastro sulle ruote posteriori; a pedale a mascella sulla trasmissione                                           |
| Sterzo        | a rinvio diretto |
| Ruote         | a razze in legno |
| Pneumatici    | a bassa pressione, anteriori 640X65, posteriori 740X65                                                                             |

| Dimensioni e pesi      | Dimensioni e pesi |
| ---------------------- | ----------------- |
| Passo                  | 1.750 mm          |
| Carreggiata anteriore  | 1.260 mm          |
| Carreggiata posteriore | 1.260 mm          |
| Lunghezza              | 2.810 mm          |
| Larghezza              | 1.450 mm          |
| Altezza                | 1.620 mm          |
| Peso                   | 800 Kg            |

| Prestazioni                 | Prestazioni             |
| --------------------------- | ----------------------- |
| Velocità massima            | circa 45 km/h           |
| Pendenza massima superabile | 12 %                    |
| Consumo medio               | 15 l/100 km ( 6,7 km/l) |

Le precedenti tabelle sono tratte da "Il grande libro delle PICCOLE FIAT" a cura di Alessandro Sannia, Giorgio Nada Editore

## Competizioni
La vettura partecipò al Giro Automobilistico d'Italia nel 1901 con otto esemplari di serie. Lunga 1642 km e in 15 tappe, la corsa in questione era estremamente dura. Tutti i modelli partecipanti finirono la corsa.